# Independence (Virgínia)
Independence é uma cidade  localizada no estado norte-americano de Virginia, no Condado de Grayson.

## Demografia
Segundo o censo norte-americano de 2000, a sua população era de 971 habitantes.
Em 2006, foi estimada uma população de 909, um decréscimo de 62 (-6.4%).

## Geografia
De acordo com o United States Census Bureau tem uma área de
6,1 km², dos quais 6,1 km² cobertos por terra e 0,0 km² cobertos por água.

## Localidades na vizinhança
O diagrama seguinte representa as localidades num raio de 32 km ao redor de Independence.